# 姥神峠道路

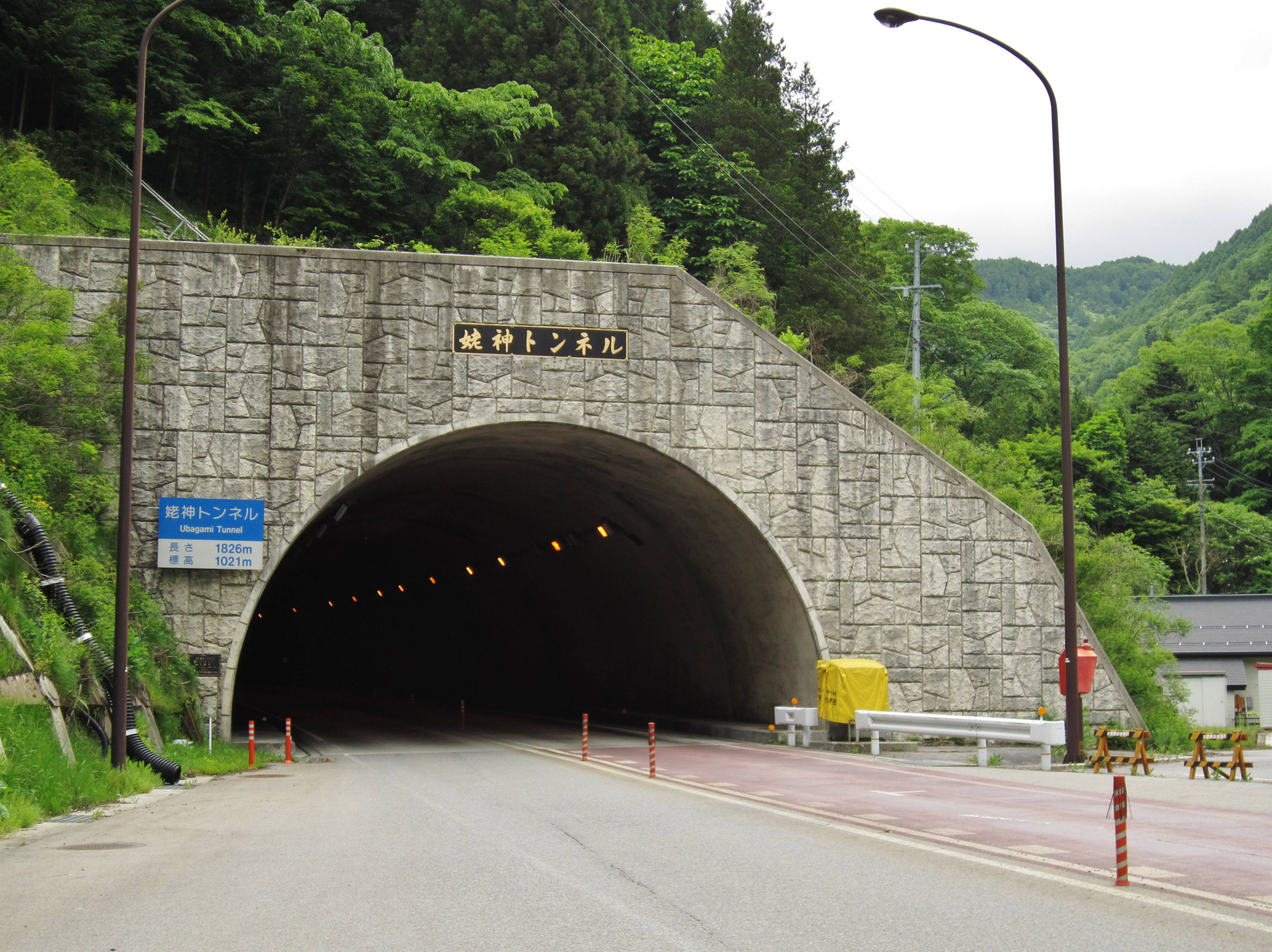
姥神トンネル（木曽町側）

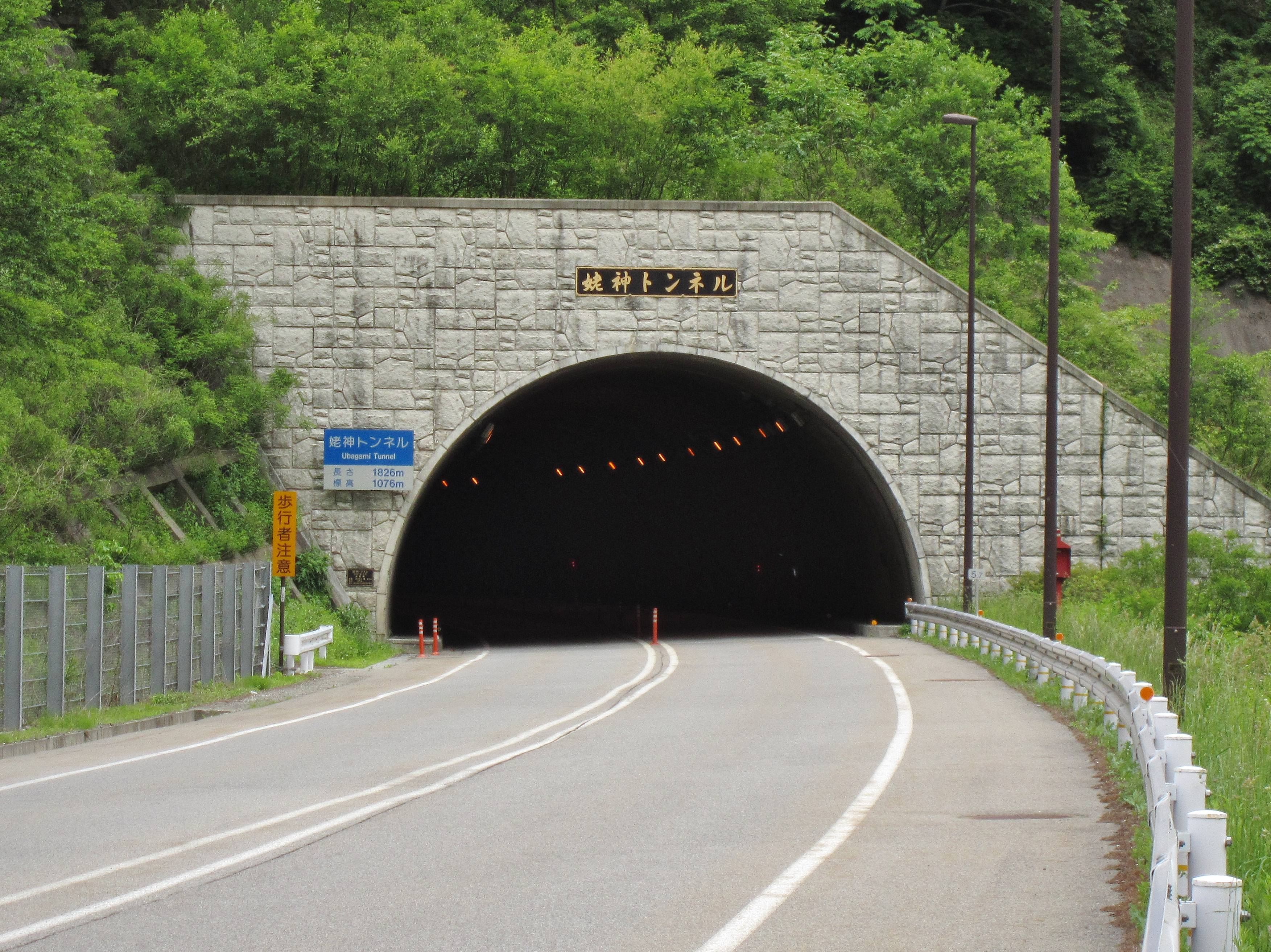
姥神トンネル（塩尻市側）

姥神峠道路（うばがみとうげどうろ）は、長野県の木曽郡木曽町から塩尻市に至る地域高規格道路（全長約8.1km）である。
権兵衛峠道路とともに、地域高規格道路伊那木曽連絡道路の一部を構成する。
現在は姥神トンネル (1,826 m) を含む終点寄り4.6 kmが供用中。当初、全体の完成は2009年度に予定されていた。しかし、2011年、起点側の未供用区間 (3.5 km) について、長野県による公共事業見直しの結果、現道が交通機能面や安全性の点で一定レベルを確保していると判断され、事業が一時休止される見通しとなった。2020年、今後の災害に備え同道路の整備が必要とされ、2021年度に事業化された。

## 概要
- 起点 : 長野県木曽郡木曽町日義宮ノ越
- 終点 : 長野県塩尻市奈良井
- 全長 : 8.145 km
- 道路幅員
  - 一般部 1 0.5 m
  - トンネル部 : 9.5 m
- 車線数 : 2車線
- 車線幅員 : 3.5 m
- 設計速度 : 80 km/h
- 事業費 : 約340億円

## 沿革
- 1996年度 : 長野県施工区間 (4.6 km) 事業化
- 1997年 : 着工
- 2002年12月4日 : 木曽町日義神谷 - 塩尻市楢川羽渕間（2.3 km）供用開始
- 2006年2月4日 : 塩尻市楢川羽渕 - 塩尻市楢川番所間（2.3 km）供用開始
- 2021年度 : 未供用区間 (3.5 km) 事業化[3]。

## 主な接続道路
- 国道19号
- 長野県道493号姥神奈良井線
- 権兵衛峠道路